# 徐代银
徐代银（1962年5月—），男，汉族，重庆渝北人，中华人民共和国政治人物，

## 生平
曾任重庆市政协副主席，重庆市人民政府副秘书长，重庆市信访办（维稳办）主任、党组书记，第十三届全国政协委员。现任重庆市政协党组成员。